# Cazzette
Cazzette (Eigenschreibweise: CAZZETTE) ist ein 2011 gegründetes schwedisches DJ-Duo aus Stockholm bestehend aus den beiden DJs und Produzenten Sebastian Furrer und Alexander Björklund. Ihre Musik stellte anfangs nach eigenen Aussagen eine Mischung aus Dubstep und House („Dubhouse“) dar. Im Jahre 2014 wechselten sie zum Deep- und Future-House. Seit ihrer Gründung arbeiten sie mit Aviciis ehemaligen Studiopartner Ash Pournouri zusammen.

## Geschichte
Furrer war bereits früher unter dem Pseudonym Evana aktiv und unterschrieb zunächst einen Plattenvertrag beim deutschen Plattenlabel Zooland Records. Dort lernte er Björklund kennen und sie veröffentlichten gemeinsam als Dirty Vision den Song Rising. Später im Jahre 2011 änderten sie ihren Namen zu Cazzette. Ihr Remix-Debüt fand mit einem Mix zu Aviciis Single Sweet Dreams noch im selben Jahr statt. Aufgrund des frischen Sounds der Neuinterpretation wurde dieser auf das Duo aufmerksam und nahm sie bei seinem und Pournouris Plattenlabel At Night Management unter Vertrag. Es folgte ein Remix der Single Save the World von der Swedish House Mafia. Insbesondere ihre anfänglichen Produktionen enthielten allesamt ihren späteren Dubhouse-Stil.
Im Jahr 2012 veröffentlichten sie nach vielen Auftritten, unter anderem auch auf dem Tomorrowland, ihre Single Beam Me Up, die ihr erster kommerzieller Erfolg wurde. Auch das Musikvideo steigerte die Bekanntheit des Duos. Es erklärt den Hintergrund des Tanzens und wurde bis heute über 6 Millionen Mal aufgerufen. Gesungen wird das Stück von der Sängerin Kelly Sheehan. Über das Label von Strictly Rhythm erschien kurz darauf am 16. November 2012 außerdem das Mixtape Strictly Cazzette mit bisherigen Remixen und Produktionen des DJ-Duos. Des Weiteren erschien im selben Jahr die beiden EPs Eject pt. I und Eject pt. II mit einer Auswahl an neuen Liedern und Remixen, die von ihnen selber zu ihren eigenen Songs erstellt wurden.
Im Frühjahr 2014 erschien vorerst ausschließlich auf der Musikplattform Spotify ihr Debüt-Album Eject, mit dem sie sowohl frühere als auch neue Lieder präsentierten. Parallel sammelte im Internet der Progressive-House-Track Gravity gemeinsam mit Singer-Songwriter Matthew Koma große Popularität. Ein Release fand jedoch nicht statt. Auf Facebook schrieb das Duo „A year ago, We decided to make songs that we always wanted to make.“, zu deutsch: „Vor einem Jahr beschlossen wir Lieder zu machen, die wir immer machen wollten.“ Mit diesem Post kündigten sie ein Genrewechsel von ihrem ursprünglichen Dubhouse-Stil zum zu dieser Zeit sehr beliebten Deep- und Future-House, wofür sie von Fans zum einen stark kritisiert wurden, auf anderer Seite aber auch viele Komplimente erhielten. Erstes Release war die Single Sleepless, mit der sie erstmals eine Platzierung in den schwedischen Charts erreichten. Knapp ein halbes Jahr später veröffentlichte das Duo eine weitere Single Blind Heart gemeinsam mit der Sängerin Terri B!, auch diese stieg Ende Oktober 2014 in die Heimatcharts ein.

## Diskografie

### Alben
Studioalben
- 2014: Eject

EPs
- 2012: Eject pt. I
- 2012: Eject pt. II
- 2015: Desserts

Mixtapes
- 2012: Strictly Cazzette

### Singles
- 2012: Beam Me Up
- 2013: Run for Cover
- 2014: Weapon
- 2014: Sleepless
- 2014: Blind Heart
- 2015: Together

### Remixe
- 2011: Avicii – Swede Dreams
- 2011: Spencer & Hill & Nadia Ali – Believe It
- 2011: Tim Berg – Seek Bromance
- 2011: Avicii – Levels
- 2011: Erick Morillo & Eddie Thoneick feat. Shawnee Taylor – Stronger
- 2011: Ben Westbeech – Something for the Weekend
- 2011: R3hab & Swanky Tunes feat. Max'C – Sending My Love
- 2011: David Guetta feat. Sia – Titanium
- 2012: EDX – Everything
- 2012: Swedish House Mafia feat. John Martin – Save the World
- 2012: Ian Carey & Rosette feat. Timbaland & Brasco – Amnesia
- 2012: Dada Life – Rolling Stones T-Shirt
- 2013: The Killers – Shot in the Night
- 2013: Bruno Mars – Locked Out Of Heaven
- 2013: Tim Berg – Alcoholic
- 2013: Katy Perry – Roar
- 2013: Alex Clare – Too Close
- 2013: Praxis feat. Kathy Brown – Turn Me Out (Turn To Sugar)
- 2014: A-Trak – Push
- 2015: Tokio Hotel – Lwlyb
- 2015: iSHi feat. Pusha T – Push It (vs. iSHi)

## Auszeichnungen für Musikverkäufe
| Goldene Schallplatte - Dänemark - 2014: für das Streaming Sleepless |

Anmerkung: Auszeichnungen in Ländern aus den Charttabellen bzw. Chartboxen sind in ebendiesen zu finden.
| Land/RegionAuszeichnungen für Musikverkäufe (Land/Region, Auszeichnungen, Verkäufe, Quellen) | Gold  | Platin | Verkäufe | Quellen |
| -------------------------------------------------------------------------------------------- | ----- | ------ | -------- | ------- |
| Dänemark (IFPI)                                                                              | Gold1 | —      | —        | ifpi.dk |
| Insgesamt                                                                                    | Gold1 | —      |          |         |